# Margaret Sanger
Pour les articles homonymes, voir Sanger.
Margaret Higgins Sanger (née le 14 septembre 1879 à Corning et morte le 6 septembre 1966 à Tucson) est une militante américaine qui lutta pour la contraception et la liberté d'expression, ce qui l'amena à fonder l'American Birth Control League (ligue pour le contrôle des naissances), qui devient le planning familial américain sous le nom de Planned Parenthood. Initialement reçues avec beaucoup de résistances, ses idées qu'une femme puisse décider de quand et comment elle serait enceinte, gagnèrent peu à peu de l'audience, tant dans le public qu'auprès des tribunaux. Margaret Sanger a été un élément fondateur dans l'accès à la contraception et au contrôle des naissances. Sa défense de l'eugénisme négatif en fait une personnalité controversée.

## Biographie
Elle naît dans une famille ouvrière d'origine irlandaise, sixième des onze enfants d'Anne Purcell Higgins qui a eu en tout 18 grossesses. Elle est la sœur de la féministe Ethel Byrne.

### Débuts du contrôle des naissances
Avant 1914, elle travaille comme infirmière et sage-femme dans les quartiers les plus pauvres de New York et intervient auprès de femmes confrontées à des grossesses à répétition, aux fausses couches et aux avortements clandestins par manque d'information sur les moyens d'éviter les grossesses. À cette époque, l'information sur la contraception est illégale, et réprimée en tant qu'« obscénité » en vertu de la loi Comstock, et seules quelques privilégiées y ont accès,. Le taux de mortalité maternelle est alors de 7 morts pour mille naissances aux États-Unis, loin derrière des pays européens tels que l'Angleterre et les Pays-Bas, et proche du taux enregistré dans les pays les plus pauvres.
Elle écrit entre 1911 et 1913 pour le quotidien socialiste New-York Call deux séries d'articles « Ce que chaque mère devrait savoir » et « Ce que chaque fille devrait savoir », articles ensuite rassemblés en un ouvrage unique,.

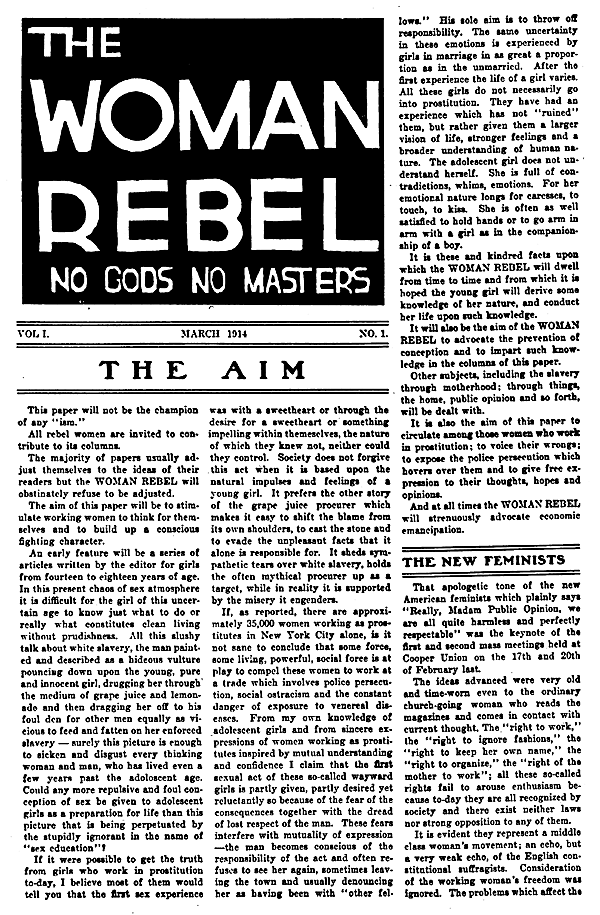
La une du premier numéro en mars 1914, avec en épigraphe « Ni Dieux, ni maîtres ».

En 1914, elle édite le journal The Woman Rebel (La femme rebelle) où elle affirme notamment que « Le corps d'une femme n'appartient qu'à elle seule ». La publication est saisie presque à chaque numéro : « Les femmes rebelles réclament : le droit à la paresse, le droit d’être mère célibataire, le droit de détruire, le droit de créer, le droit d’aimer, le droit de vivre ».
Elle établit ensuite des cliniques de proximité pour le contrôle des naissances qui est un terme de son invention, et dirige de 1917 à 1928 le magazine Birth Control Review.
En 1951, elle invite Gregory Pincus à mettre au point la contraception orale. C'est une de ses amies, Katharine McCormick qui financera ces recherches, lesquelles aboutiront à la mise sur le marché en 1960 de l'Enovid, aussitôt appelée « la pilule ».

### Combats politiques
En 1918, elle est inculpée par un tribunal new-yorkais pour avoir distribué des informations sur la contraception. En appel, sa condamnation est annulée : les contraceptifs peuvent être promus légalement pour prévenir les maladies. Après un an d'exil en Europe pour échapper aux poursuites judiciaires, elle fonde en 1921 l'American Birth Control League (ligue américaine pour le contrôle des naissances), qui deviendra en 1942 le planning familial.
Cependant les bases idéologiques de Margaret Sanger ont souvent été sévèrement critiquées[réf. nécessaire]. Elle projette d'améliorer les conditions de vie des Afro-Américains en favorisant leur  contraception, ce qui n'a pas été accepté par tous les noirs américains. Certains militants noirs, particulièrement pendant les années 1970, ont considéré le planning familial comme une tentative de génocide à leur encontre. Cependant Martin Luther King a salué la forme de son action car elle avait établi une tradition de lutte politique non-violente, qu'il utilisera à son tour.
En 1925, lors du VIe congrès du « birth control », elle invite l'anthropologue eugéniste français Georges Vacher de Lapouge. En 1926, l'une de ses nombreuses conférences sur le contrôle des naissances s'adresse aux membres de l'association Women of the Ku Klux Klan à Silver Lake, dans le New Jersey.
Elle propose la stérilisation ou l'internement des groupes « dysgéniques » et reçoit à son domicile en septembre 1930 le conseiller d'Adolf Hitler en matière raciale, Eugen Fischer,.
Pourtant elle déclarera en 1940 « donner [s]on argent, [s]on nom et [s]on influence auprès d'écrivains ou d'autres pour combattre la montée au pouvoir d'Hitler en Allemagne » car elle condamne la politique antisémite de l'Allemagne nazie et écrit en 1933 : « Toutes les nouvelles d'Allemagne sont tristes et horribles, et pour moi plus dangereuses qu'aucune guerre ayant lieu où que ce soit, car il y a tant de gens bons qui applaudissent ces atrocités et disent que c'est bien. L'antagonisme soudain en Allemagne contre les juifs et la haine profonde contre eux se répand de manière cachée ici et est plus dangereuse que la politique agressive du Japon en Mandchourie... ». Hitler de son côté fait brûler les livres de Margaret Sanger au côté de ceux de Freud.

## Hommages
- Margaret Sanger est une des 39 convives attablées dans l'œuvre d’art contemporain The Dinner Party (1974-1979) de Judy Chicago[18].
- Elle est inscrite au National Women's Hall of Fame depuis 1981[19].
- Le cratère vénusien Sanger a été nommé en son honneur en 1994[20].
- Ses publications ont été mises en avant par les archives du Smith College. Ce travail a été notamment réalisé par Anke Voss-Hubbard[21].

## Œuvres (en anglais)
- The Pivot of Civilization
- Woman and the New Race c.1920
- What Every Girl Should Know (1920 ed.) (GIF, fac-similé disponible)
- What Every Girl Should Know (1922 ed.) (GIF et PDF, fac-similés disponibles)
- "The Case for Birth Control" (première publication dans Woman Citizen, 23 février 1924)
- Correspondance entre Margaret Sanger et Katharine McCormick
- Œuvres de Margaret Sanger sur le projet Gutenberg
- The Margaret Sanger Papers at Smith College

#### Travaux en français
- A. Durand-Vallot, Margaret Sanger et la croisade pour le contrôle des naissances, Lyon, ENS Editions, 2012

#### Travaux en anglais
- Profile on Time.com
- Profile in Women's History section of About.com
- The Margaret Sanger Papers Project